# Корабельний черв'як
Корабельний черв'як (лат. Teredo navalis L., 1758), також відомий як Корабельний деревоточець, Тередо деревоточець, Корабельний шашель — вид морських двостулкових молюсків роду Тередо родини Тередові.

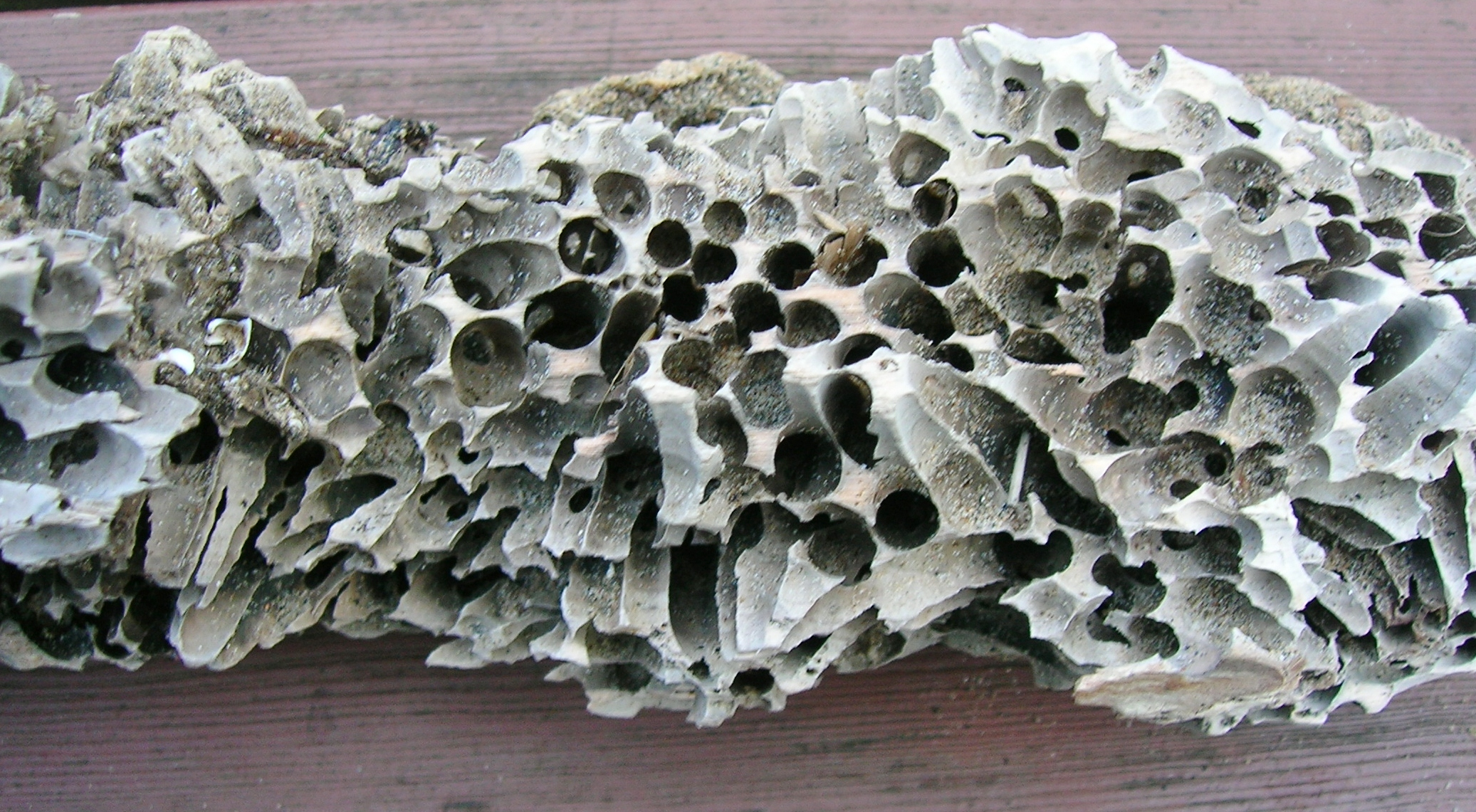
Руйнування дерева корабельним шашлем

Походить з північно-східної частини Атлантичного океану, завезений у Балтійське море, Середземне море і східну частину Тихого океану.
Довге і червоподібне тіло молюска досягає в довжину в середньому 20 см, максимальна довжина — 50 см. Забарвлення тіла червонуватого кольору. У передній частині тіла знаходиться стулка, що складається з двох частин, пристосована для свердління деревини. Передня частина тіла має дві трикутної форми вапнякові раковини розміром 2 см. Вони використовуються, як шило, щоб проколоти і розширити в деревині хід.
Молюск мешкає на підводних дерев'яних конструкціях, проробляє в них ходи, які послаблюють структуру дерева. Харчується в основному деревиною, а також деякими водоростями. Симбіотичні азотфіксуючі бактерії виробляють ферменти, які допомагають в процесі перетравлення деревної целюлози.
Асинхронний гермафродит, може кілька разів змінювати стать. За рік може відкласти від 1 до 5 млн яєць. Тривалість життя становить 1—3 роки.
Шкода, заподіяна молюском, була широко відома в античному світі. Єгиптяни захищали кораблі за допомогою фарби, китайці будували кораблі з подвійною оболонкою, між частинами якої поміщали шкіряну прокладку. Римляни старалися покривати підводну частину кораблів металом, пізніше вони відкрили отруйні сполуки цинку і міді.